# Пучэн (Наньпин)
Пучэ́н (кит. упр. 浦城, пиньинь Pǔchéng) — уезд городского округа Наньпин провинции Фуцзянь (КНР).

## История
Во времена империи Хань в 196 году был создан уезд Ханьсин (汉兴县, «Хань процветает»). После распада империи Хань и наступления эпохи Троецарствия эти земли оказались в составе государства У, и 260 году уезд был переименован в Усин (吴兴县, «У процветает»). Во времена империи Суй он был присоединён к уезду Цзяньань.
Во времена империи Тан уезд был в 621 году создан вновь и получил название Тансин (唐兴县, «Тан процветает»). В 691 году он был переименован в Унин (武宁县), в 705 году ему было возвращено название Тансин, а в 742 году он получил название Пучэн.
После образования КНР в 1949 году был создан Специальный район Цзяньоу (建瓯专区), и уезд вошёл в его состав. В сентябре 1950 года Специальный район Цзяньоу был переименован в Специальный район Цзяньян (建阳专区). В 1956 году Специальный район Цзяньян был присоединён к Специальному району Наньпин (南平专区). В 1971 году Специальный район Наньпин был переименован в Округ Цзяньян (建阳地区). Постановлением Госсовета КНР от 24 октября 1988 года власти округа были переведены из уезда Цзяньян в городской уезд Наньпин, и Округ Цзяньян был переименован в Округ Наньпин (南平地区).
Постановлением Госсовета КНР от сентября 1994 года округ Наньпин был преобразован в городской округ.

## Административное деление
Уезд делится на 2 уличных комитета, 9 посёлков и 8 волостей.